# Theodor Winborg

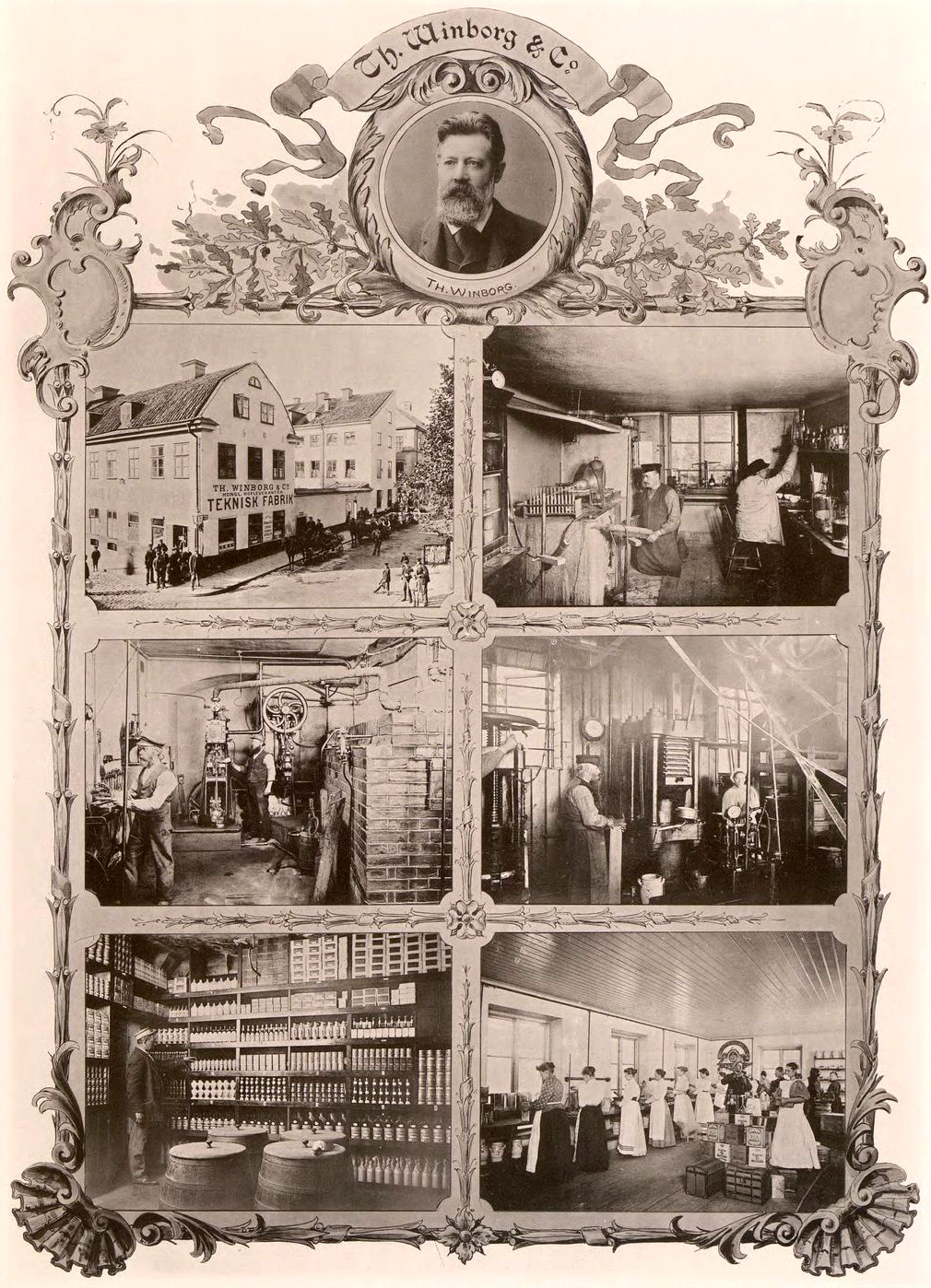
Th. Winborg & Co presenterat omkring 1900 i samtida bildverk.

Johan Theodor Winborg (i riksdagen kallad Winborg i Stockholm), född 4 februari 1832 i Ransbergs socken, Skaraborgs län, död 20 oktober 1918 i Maria Magdalena församling, Stockholm, var en svensk fabriksägare och riksdagsman.
Theodor Winborg var son till kvartermästaren Johannes Winborg och Anna Britta Göthberg. Han blev student vid Uppsala universitet 1850, avlade kameralexamen där samma år, tjänstgjorde som uppbördsskrivare på landskontor och kronofogdekontor 1851–1856, var elev vid Nyköpings mekaniska verkstad 1857 och genomgick som kemist Teknologiska institutet 1857–1860. Winborg arbetade från 1860 som verkmästare i en ättiksfabrik i Stockholm som Jöns Jacob Berzelius startat. Han övertog 1861 fabriken, som kom att kallas Winborgs Ättiksfabrik. Han drev företaget som 1900 ombildades till aktiebolag till september 1918, då han sålde det. Hans porträtt finns fortfarande på ättikspritflaskor som tillverkas av Unilever under namnet Winborgs ättiksprit. 
Winborg deltog 1874 i grundandet och blev 1880 styrelseordförande och disponent i Palmcrantz & Co:s mekaniska verkstad efter svågern Helge Palmcrantz död. Sedan Thorsten Nordenfelt 1886 köpt upp företagets vapenavdelning under namnet Stockholms vapenfabrik var Winborg direktör för bolaget 1887–1905 och kassör 1896–1900. Han startade även tillverkning av elektriska maskiner, och tillhörde pionjärerna för anläggande av elektrisk belysning (i Kungliga teatern 1885 och senare i Falun och Eskilstuna), gjorde på 1880-talet kostsamma flygmaskinsexeperiment och anlade Liljeholmens stubinfabrik, vars tillverkning också omfattade isoleringstråd och bindgarn. Winborg var även styrelseledamot i Stockholms stads uppfostringsanstalt för gossar och i Stockholms borgarskola, och han grundade Palmcrantz & co:s skolverkstad, en föregångare till senare tiders yrkesskolor. Dessutom var han bland annat stadsfullmäktig i Stockholm 1874–1888, ledamot av drätselnämnden 1875–1883 och ledamot av andra kammaren under majriksdagen 1887.